# Protapanteles pallidocinctus
Protapanteles pallidocinctus är en stekelart som först beskrevs av Charles Joseph Gahan 1918.  Protapanteles pallidocinctus ingår i släktet Protapanteles och familjen bracksteklar. Inga underarter finns listade i Catalogue of Life.